# Bolso Kelly

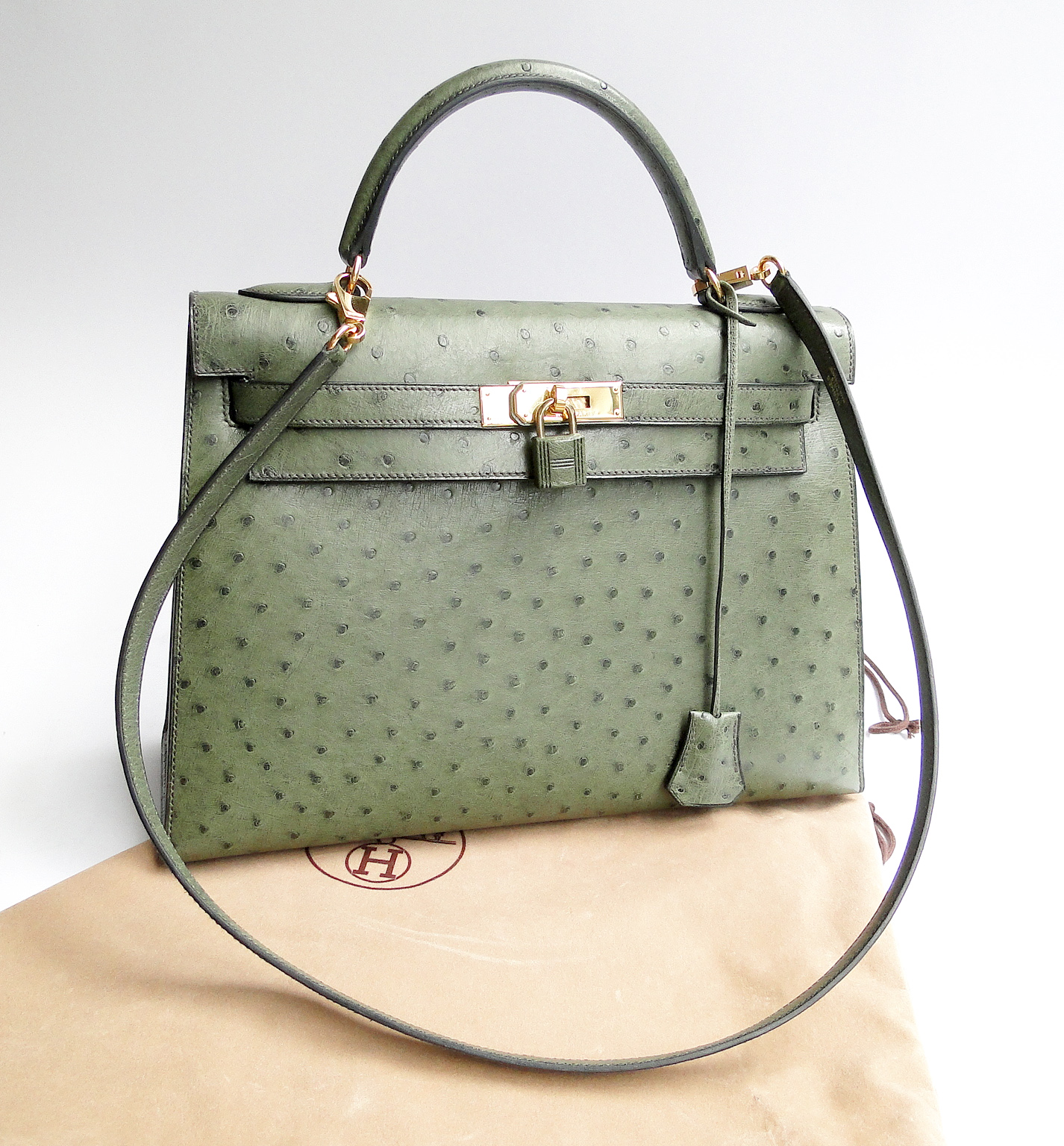
Un bolso Kelly.

El bolso Kelly (anteriormente conocido como Sac à dépêches) es un bolso de cuero diseñado por el fabricante de artículos de lujo y alta costura con sede en París, Hermès. El bolso fue rediseñado varias veces antes de ser popularizado y entonces nombrado por la actriz estadounidense y princesa monegasca Grace Kelly. El bolso es un símbolo de alto estatus.

## Diseño
El bolso Kelly es un trapecio colgando de dos correas. Cuatro pernos en sus esquinas inferiores, hechos de tres capas de cuero, le permiten permanecer de pie si es posado. Se vende en ocho tamaños, variando de 15 centímetros a 50 centímetros. El candado, las llaves y los apliques están hechos de oro blanco o amarillo. El bolso Kelly actual, el Kelly II, tiene dos estilos distintos, al igual que su predecesor, el Kelly I. El tipo sellier es una construcción rígida que incluye una capa reforzada entre el cuero exterior y el forro interior, con el lateral y costuras claramente visibles; el estilo retourné es una construcción más blanda, donde el bolso es cosido y luego girado al revés, escondiendo las costuras laterales exteriores. El Kelly II, lanzado en el año 2000 como una actualización del Kelly original, tiene un anillo doble en el asa superior, diseñado para sujetar una correa de hombro; el original, a menudo vendido ya con una correa de hombro, presenta un diseño de anillo solo. La construcción de cada bolso Kelly requiere de 18 a 25 horas de trabajo a mano, con cada elemento creado por un artesano específico, resultando en precios minoristas altos. A mediados de los años 1990, un bolso Kelly rondaba los 3.500 dólares, y en 2019, la gama de precios oscilaba de 8.500 a 13.000 dólares, al usar en su fabricación cueros exóticos más caros.

## Historia
En 1923, Émile-Maurice Hermès y Ettore Bugatti diseñaron un bolso sencillo y simple para la esposa de Hermès, Julie, al que denominaron Bugatti. El Bugatti fue el primer bolso diseñado por Hermès específicamente como bolso de mano femenino y es notable por ser el primer bolso de la historia en llevar cierre de cremallera. En los años 1930, el yerno de Hermès, Robert Dumas lo rediseñó como un espacioso bolso de viaje nombrado sac à dépêches. Contrastaba fuertemente con los bolsos dominantes en la época, que eran sencillos, pequeños y planos, tipo sobre.

### Asociación con Grace Kelly

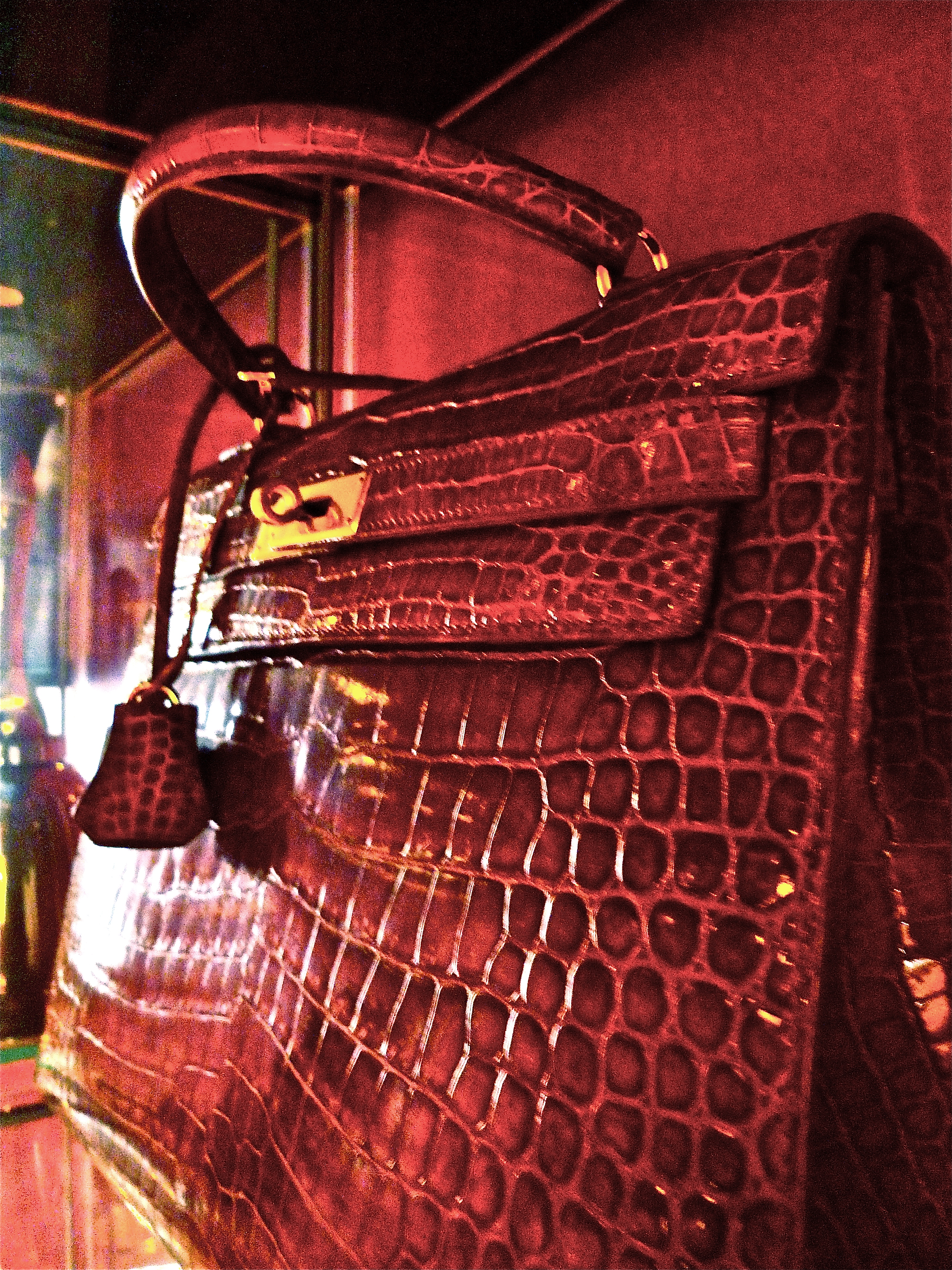
Bolso Kelly rojo en piel de cocodrilo.

A Alfred Hitchcock se le atribuye haber puesto el foco de atención en el bolso. En 1954, Hitchcock permitió a la diseñadora de vestuario Edith Head comprar los accesorios en Hermès para la película Atrapa a un ladrón, protagonizada por Grace Kelly. Según Head, Kelly "se enamoró" del bolso. Unos meses después de su boda en 1956 con el príncipe Raniero III, la princesa embarazada de Mónaco fue fotografiada utilizando el bolso para proteger su vientre creciente de los paparazzi. La fotografía apareció en la revista Life. Como una estrella de Hollywood procedente de una familia rica de Filadelfia y casada con un monarca europeo, la princesa Gracia fue un icono de moda, y el bolso obtuvo de inmediato gran popularidad entre las clases adineradas. Aunque desde ese momento se le llamó bolso Kelly, no fue oficialmente rebautizado así hasta 1977.
El bolso con que fue fotografiada la princesa fue prestado de los archivos del palacio de Mónaco y mostrado en el Museo de Victoria y Alberto en abril de 2010, junto con otros artículos notables del guardarropa de la princesa. Aunque Hermès cuenta con decenas de modelos de bolsos, el Kelly se mantiene como el más popular.